# Редондо Бийч
Редондо Бийч (на английски: Redondo Beach, произнася се Ридондо Бийч) е град в окръг Лос Анджелис в щата Калифорния, САЩ. Редондо Бийч е с население от 63 261 жители (2000) и обща площ от 16,65 км² (6,43 мили²). В Редондо Бийч е сформирана легендарната пънк група Блек Флаг.

## Личности
- Джак Блек, комедиен артист и музикант (р. 28 август 1969 г.)